# Campoplex ater
Campoplex ater är en stekelart som beskrevs av Gaspard Auguste Brullé 1846. Campoplex ater ingår i släktet Campoplex och familjen brokparasitsteklar. Inga underarter finns listade.